# حاجي أباد (دلفان)
حاجي أباد (بالفارسية: حاجی‌آباد) هي قرية تقع في قسم كاكاوند الشرقي الريفي (مقاطعة دلفان) في إيران. يقدر عدد سكانها بـ 43 نسمة .